# The Evil Divide
The Evil Divide ist das achte Studioalbum der US-amerikanischen Thrash-Metal-Band Death Angel. Das Album erschien am 27. Mai 2016 über Nuclear Blast.

## Entstehung
Die Band begann im Jahre 2015 mit den Arbeiten an ihrem neuen Album. Die neuen Lieder entstanden dabei sowohl auf Tournee als auch zu Hause. Laut Sänger Mark Osegueda betrachtete die Band das neue Album zunächst als Abschluss einer Trilogie, die mit den Alben Relentless Retribution und The Dream Calls for Blood begonnen wurde. Erst später erkannten Osegueda und Gitarrist Rob Cavestany, dass die neuen Lieder musikalisch und textlich für sich stehen.
Die Aufnahmen für das Album begannen am 1. Oktober 2015 in den AudioHammer Studios in Sanford, Florida. Produziert wurde das Album von Jason Suecof. Zum ersten Mal seit dem im Jahre 1990 erschienenen Album Act III konnte die Band drei Alben in Folge in der gleichen Besetzung aufnehmen. Das Mastering übernahm Ted Jensen.

## Hintergrund
Der Albumtitel bezieht sich auf den Zustand der Welt, den Sänger Mark Osegueda als „katastrophal“ bezeichnete. Laut Osegueda haben sich weltweit Parteien und Bewegungen etabliert, deren einziges Ziel es sei, Hass unter den Menschen zu säen. Als Beispiel nannte er Donald Trump, der zum Zeitpunkt der Veröffentlichung des Albums für die Republikanische Partei bei der US-Präsidentschaftswahl 2016 kandidierte.

„Wieso Trump derart erfolgreich ist, kriege ich allerdings nicht in den Kopf. Er verbreitet Hass und Hetze, und die Herde rennt blind in seine Richtung. Diese Teilung der Gesellschaft hat inzwischen einen traurigen, ja sogar ekelhaften Höhepunkt erreicht. Andererseits ist dies ein perfekter Treibstoff für eine Metal-Platte.“

Cause for Alarm handelt davon, dass sich Menschen leicht von den Massenmedien beeinflussen lassen. Während früher laut Osegueda das Fernsehen verantwortlich machte, habe sich dieser Prozess mittlerweile ins Internet verlagert. Osegueda bezeichnete das Phänomen als Gehirnwäsche, gleichzeitig wäre die Zensur auf dem Vormarsch. Hatred United / United Hate ist ein Weckruf an die Gesellschaft, sich gegen die Regierungen aufzulehnen.

## Rezeption

### Rezensionen
Das deutsche Magazin Rock Hard kürte The Evil Divide zum „Album des Monats“. Für Thomas Kupfer haben Death Angel „verstärkt melodiöse Gesangsparts und Soli in das wie immer technisch anspruchsvolle Riffgewitter integriert haben – was dem Quintett exzellent zu Gesicht steht und dem Album so manchen Aha-Moment beschert“. Kupfer bewertete das Album mit 8,5 von zehn Punkten. Laut Katrin Riedl vom deutschen Magazin Metal Hammer veröffentlichten Death Angel mit The Evil Divide ein Album, „das sich frisch, versiert und wandlungsreich präsentiert“. Das Album ist „kurzweilig und unterhaltsam“ und „balanciert im richtigen Maß zwischen Old School und modern“. Riedel vergab fünf von sieben Punkten.

### Chartplatzierungen
Das Album erreichte Platz 98 der US-amerikanischen Albumcharts und verkaufte sich in der ersten Woche nach der Veröffentlichung rund 6000 Mal in den Vereinigten Staaten. Die höchste Chartplatzierung erreichte das Album in Deutschland, wo es Platz 37 belegte. In der Schweiz belegte das Album Platz 40 und in Österreich Platz 64. The Evil Divide war gleichzeitig das erste Album von Death Angel, das sich in den österreichischen Charts platzieren konnte.